# Debra Jo Rupp

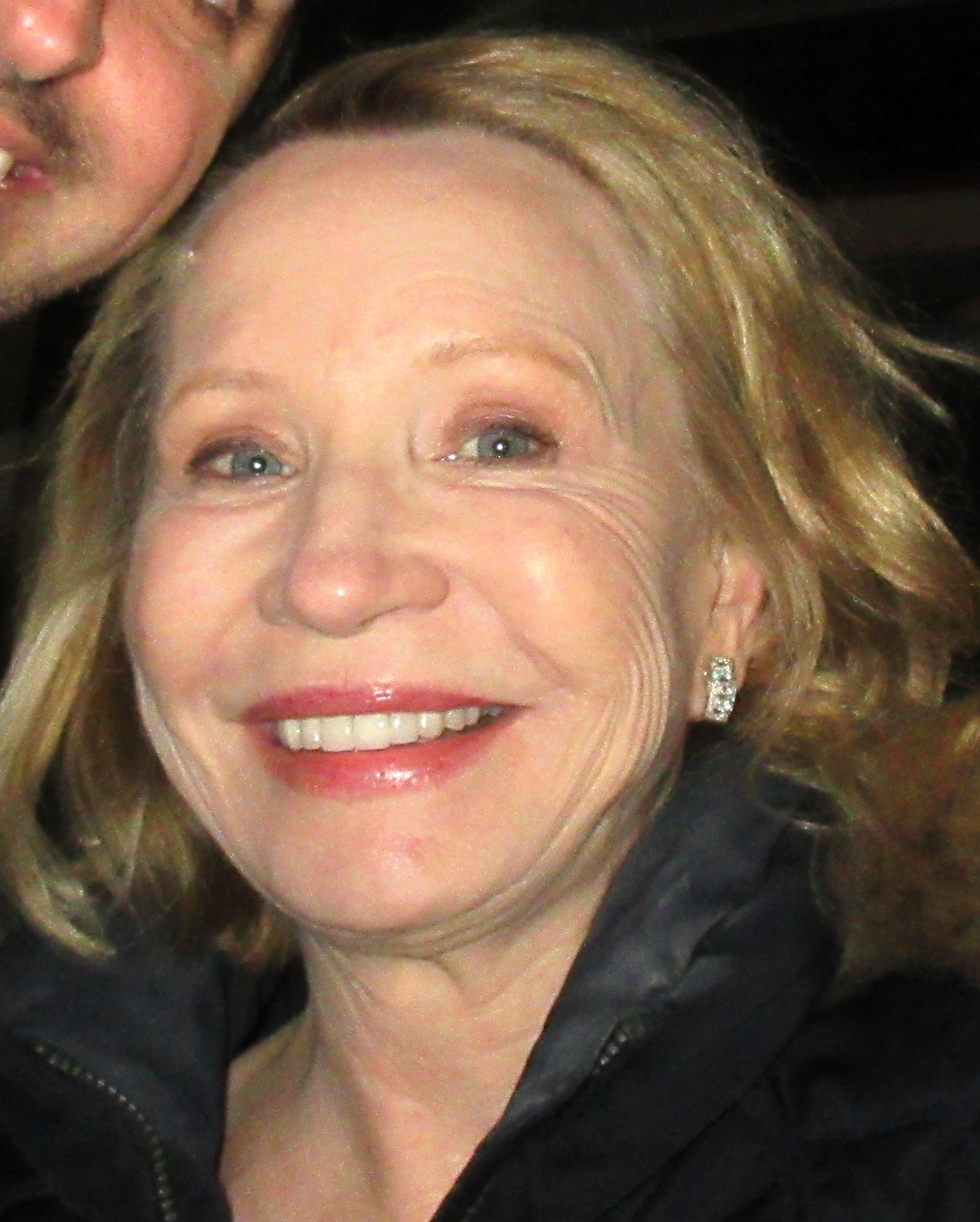
Debra Jo Rupp (2019)

Debra Jo Rupp (* 24. Februar 1951 in Glendale, Kalifornien) ist eine US-amerikanische Schauspielerin. Sie ist vor allem durch ihre Rolle als Kitty Forman in der Sitcom Die wilden Siebziger bekannt.

## Biografie
Debra Jo Rupp wuchs in Massachusetts auf und wollte schon früh Schauspielerin werden. Ihre Eltern schrieben sie auf der University of Rochester ein, wo sie im Jahr 1974 mit dem Bachelor of Arts (B.A.) abschloss. Ihre Lehrer rieten ihr, sich in New York Arbeit zu suchen. Es dauerte noch rund zwölf Jahre, in denen sie diverse Fernseh- und Theaterrollen innehatte und in Werbespots mitwirkte, bis sie ihr Spielfilmdebüt in Big mit Tom Hanks feiern konnte. Weitere Engagements folgten, in denen auch ein wenig von ihrem komödiantischen Talent zum Vorschein kam. Erst die Rolle als Kitty Forman in der Sitcom Die wilden Siebziger ab 1998 machte Rupp jedoch berühmt und zeigte ihre wahren Fähigkeiten als komödiantische Schauspielerin. Diese Rolle nahm sie in der Fortsetzung Die wilden Neunziger von 2023 erneut auf. Rupp ist zumeist in Fernsehserien zu sehen.

## Filmografie (Auswahl)

### Filme
- 1988: Big
- 1996: Immer Ärger mit Sergeant Bilko (Sgt. Bilko)
- 1998: Senseless
- 2004: Garfield – Der Film (Garfield: The Movie)
- 2006: Kicking It Old Skool
- 2006: Air Buddies – Die Welpen sind los (Air Buddies, Stimme)
- 2009: Amelia
- 2010: Zu scharf um wahr zu sein (She’s Out of My League)

### Fernsehserien
- 1987: Spenser (Spenser: For Hire, Folge 3x08)
- 1988: Der Equalizer (The Equalizer, Folge 3x20)
- 1992: Blossom (2 Folgen)
- 1995: Emergency Room – Die Notaufnahme (ER, Fernsehserie, Folge 1x22)
- 1995–1996: Seinfeld (2 Folgen)
- 1997: Eine himmlische Familie (7th Heaven, Folge 2x02)
- 1997–1998: Friends (6 Folgen)
- 1998–2006: Die wilden Siebziger (That ’70s Show, 200 Folgen)
- 2006: Law & Order: Special Victims Unit (Folge 8x06)
- 2010–2011: Better with You (22 Folgen)
- 2013: Hart of Dixie (Folge 2x16)
- 2017: Elementary (Folge 5x12)
- 2017–2018: This Is Us – Das ist Leben (4 Folgen)
- 2017–2020: The Ranch (12 Folgen)
- 2019: Grey’s Anatomy (Folge 16x01)
- 2021: WandaVision (5 Folgen)
- 2023–2024: Die wilden Neunziger (That '90s Show, 26 Folgen)
- 2024: Agatha All Along (6 Folgen)